# Ray Wood

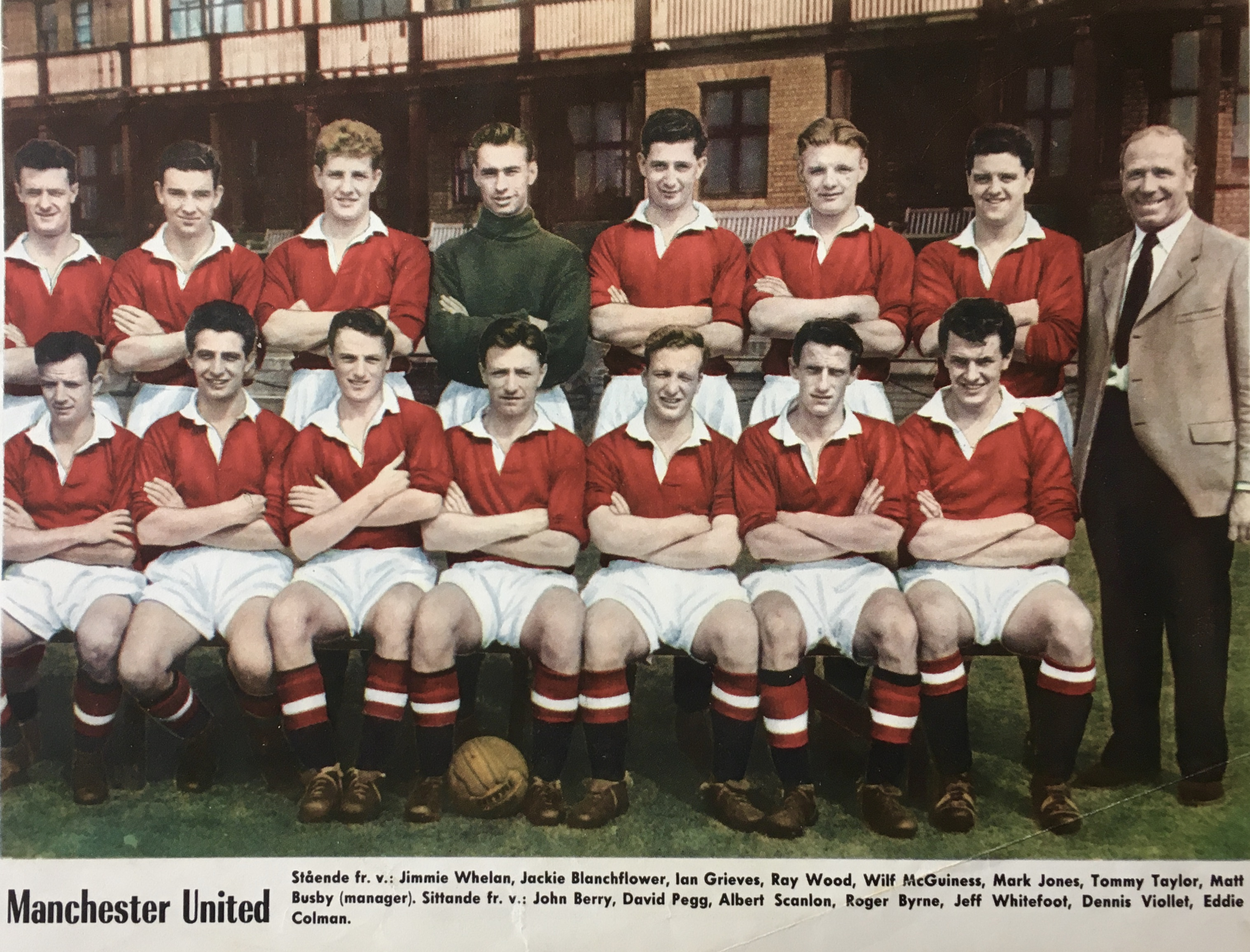
Manchester United F.C. aus dem Jahre 1957 – Bild zeigt 2. Reihe stehend v. l.: Jimmie Whelan, Jackie Blanchflower, Ian Greaves, Ray Wood, Wilf McGuinness, Mark Jones, Tommy Taylor, Matt Busby (Manager);1. Reihe hockend v. l.: Johnny Berry, David Pegg, Albert Scanlon, Roger Byrne (Kapitän), Jeff Whitefoot, Dennis Viollet und Eddie Colman.

Raymond Ernest „Ray“ Wood (* 11. Juni 1931 in Hebburn; † 7. Juli 2002 in Bexhill-on-Sea) war ein englischer Fußballtorhüter und -trainer. Er war Stammspieler von Manchester United, das in den Spielzeiten 1955/56 und 1956/57 zwei englische Meisterschaften in Serie gewann.

## Sportlicher Werdegang
Wood begann seine Fußballerlaufbahn als Amateur bei Newcastle United, bevor er sich im September 1949 dem Drittligisten FC Darlington anschloss. Dort stand er gerade einmal in zwölf Meisterschaftsspielen zwischen den Pfosten, bevor er sich im Dezember 1949 Manchester United anschloss. Bereits am 3. Dezember 1949 debütierte er gegen sein Ex-Klub Newcastle United in der dortigen ersten Mannschaft, aber es blieb sein einziger Auftritt in der Saison 1949/50. In den folgenden Jahren blieb ihm hinter Stammtorhüter Reg Allen nur die Rolle eines Ersatzkeepers, wobei er dieses Los mit Jack Crompton teilte. Nach Allens Weggang im Jahr 1953 duellierte sich Wood mit dem zehn Jahre älteren Jack Crompton und nachdem Trainer Matt Busby zunächst mehr auf Crompton vertraute, wurde Wood in der Saison 1954/55 die neue „Nummer 1“ von „United“. Sein Torwartspiel zeichnete sich dadurch aus, dass er sehr mutig agierte und reaktionsschnell „auf der Linie“ war. Aufgrund seiner Schnelligkeit, die er gelegentlich auch außerhalb seines Strafraums demonstrierte, wurde ihm nicht selten ein Talent als Sprinter attestiert. Wood gewann in den Jahren 1956 und 1957 zwei englische Meisterschaften in Serie, verpasste dabei nur vier von 84 Ligapartien und daneben bestritt er zwischen Oktober 1954 und Mai 1956 drei A-Länderspiele für England. Persönlicher Höhepunkt war dazu im November 1956 seine Leistung im Europapokal der Landesmeister gegen Borussia Dortmund. Nachdem United in der ersten Runde das Heimspiel mit 3:2 gewonnen hatte, gerieten die „Busby Babes“ im Rückspiel schwer unter Druck und mit zahlreichen Paraden verhinderte Wood ein Gegentor, wodurch das Weiterkommen in die nächste Runde ermöglicht wurde.
Enttäuschend hingegen verlief für ihn das 1957er Endspiel im FA Cup, zu dem Manchester United gegen Aston Villa als Favorit antrat. Nach einem Foul von Peter McParland brach sich Wood bereits nach sechs Minuten den Kiefer und musste das Spielfeld verlassen. Da Auswechslungen zu dieser Zeit noch nicht zulässig waren, wechselte Feldspieler Jackie Blanchflower ins Tor und Villa gewann die Partie mit 2:1. Da Wood immer wieder Schwächen bei hohen Flanken in seinen Strafraum zeigte, entschied sich Trainer Busby zu einem Wechsel auf der Torhüterposition und Wood verlor seinen Platz an den hochkarätigen Neuzugang Harry Gregg. Er gehörte im Februar 1958 zu den Passagieren des Unglücksflugzeugs, das in München abstürzte, wurde dabei selbst aber nur leicht verletzt. Danach kam er nur noch einmal für United zum Einsatz, bevor er im Dezember 1958 zu Huddersfield Town weiterzog.
Sieben Jahre war Wood für den Zweitligisten aus Huddersfield aktiv, wobei sich Busby im Jahr 1960 nach einer Verletzung von Gregg noch einmal für Woods Rückkehr nach Manchester aussprach. Nach über 250 Pflichtspielen für Huddersfield ließ er dann bei Bradford City und dem FC Barnsley seine aktive Laufbahn ausklingen. Anschließend wechselte Wood ins Trainerfach, betreute kurz in den Vereinigten Staaten die Los Angeles Wolves und betätigte sich danach als „Globetrotter“ in Zypern, Griechenland, Kuwait, Kenia und den Vereinigten Arabischen Emiraten. Im Juli 2002 verstarb Wood 71-jährig nach einem Herzinfarkt.

## Titel/Auszeichnungen
- Englische Meisterschaft (2): 1956, 1957
- FA Charity Shield (3): 1952, 1956, 1957